# Wercklea flavovirens
Wercklea flavovirens là một loài thực vật thuộc họ Malvaceae. Đây là loài đặc hữu của Jamaica. Chúng hiện đang bị đe dọa vì mất môi trường sống.